# Elsterheide
Elsterheide, in alto sorabo Halštrowska hola, è un comune di 3.822 abitanti della Sassonia, in Germania.
Appartiene al circondario (Landkreis) di Bautzen (targa BZ).